# Hymenochaete spreta
Hymenochaete spreta är en svampart som beskrevs av Peck 1878. Hymenochaete spreta ingår i släktet Hymenochaete och familjen Hymenochaetaceae.   Inga underarter finns listade i Catalogue of Life.